# Abrilada

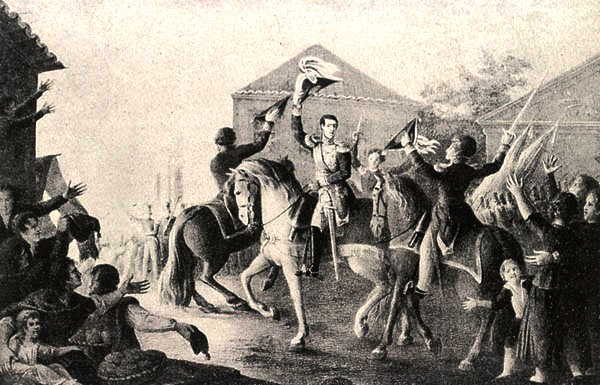

L'Abrilada est une des nombreuses révoltes portugaises qui eurent lieu au Portugal au cours du XIXe siècle. Le terme renvoie à la date de l'événement, le 30 avril 1824. 
Ces révoltes opposent les franges libérales et absolutistes les plus radicales. Les absolutistes étaient unis autour de Michel, fils du roi Jean VI de Portugal. 
L'Abrilada suit la Vilafrancada et précède une nouvelle guerre civile (1828-1834). 

## Histoire
Dans la nuit du 30 avril 1824 (d'où le nom abrilada) l'infant Michel, défenseur de l'absolutisme, nommé généralissime de l'armée portugaise, fait arrêter les membres du gouvernement et différentes personnalités civiles et militaires liés au mouvement libéral. Parmi eux le Baron de Rendufel, intendant général de la police, le duc de Palmela, le comte de Subserra et le vicomte de Santa Marta. Il les accuse de préparer, en collaboration avec les francs-maçons, l'assassinat de la famille royale. 
Dans la Proclamataion de l'Abrilada, faite à cette occasion, Michel affirme son intention d'en finir avec ce qu'il appelle la bande puante de francs-maçons qui tiendrait le pays et les institutions :

« Soldats! Si la date du 27 mai 1823 rayonne si merveilleusement, il en sera autant pour celle du 30 avril 1824; l'une et l'autre occuperont une place particulière dans les pages de l'histoire lusitanienne; avec la première, je quittai la capitale pour faire tomber les factions qui semaient le chaos, sauver le trône, notre bien-aimé roi, la famille royale et la nation toute entière, donnant un exemple de vertu à la religion sacrée, celle que nous professons, véritable soutien de la royauté et de la Justice; Avec celle-ci, je ferai triompher le grand œuvre commencé, lui assurant la stabilité, écrasant une fois pour toutes la bande puante des francs-maçons, qui projetait perfidement de brandir la faux de la mort pour tuer, et en finir pour toujours avec la dynastie régnante des Bragance. 
Soldats! C'est à cette fin que je vous invite à prendre les armes, pleinement convaincu de la fermeté de votre caractère, de votre loyauté et de l'amour sans faille pour la cause du roi.
Soldats! Soyez dignes de moi, car l'infant Michel, votre commandant en chef, sera digne de vous. Vive notre seigneur, le Roi, Vive la Religion Catholique romaine, Vive notre très dévouée Reine, Vive la Famille Royale, Vive la fière armée portugaise, Vive la Nation, à mort les maudits francs-maçons.
Palais de Bemposta, le 30 avril 1824. »

L'objectif qu'il partage avec sa mère, la reine Charlotte-Joachime, est d'en finir, non seulement avec les Francs-maçons qui conspirent contre son père, le roi Jean VI, mais plus généralement avec le libéralisme dans le pays afin de rétablir la Monarchie absolue au Portugal. 
Des troupes sont envoyées à l'ancien palais des Estaus (actuel théâtre Dona Maria II) dans le quartier du Rossio, pour y installer leur quartier général. Des ordres sont donnés pour encercler le palais de Bemposta où se trouve le roi et son conseiller anglais, le général William Carr Beresford. Il s'agit officiellement de protéger le roi. 
Pendant quelques jours, Lisbonne vit dans la terreur. 
Le rôle du corps diplomatique va être déterminant dans la résolution de ce conflit. Il faut souligner plus particulièrement celui de l'ambassadeur français
Hyde de Neuville. Afin d'apaiser la situation, celui-ci réussit à s'introduire dans le palais et à convaincre le roi d'appeler son fils. On parvient ainsi à un accord qui permet aux troupes de regagner les casernes. Excepté le duc de Palmela, les détenus restent en prison. Celui-ce se réfugie à bord d'un navire anglais. 
Ce sont encore des diplomates qui permettent à Jean VI de se réfugier à bord d'un navire britannique, le "HMS Windsor Castle", d'où il prend une série de mesures fortes: il démet Michel de ses fonctions de commandant-chef de l'Armée, il ordonne la libération des prisonniers politiques et la capture des soutiens de son fils qui est invité à comparaître devant lui. Une fois arrêté, Michel est obligé d'embarquer avec destination la France sur la frégate Pérola, ce qui met fin au soulèvement des partisans de Michel. L'infant prend la route de l'exile à Vienne, alors que la reine est internée dans le palais de Queluz.